# Marc Litaudon
Marc François Marie Litaudon (ur. 30 czerwca 1926 w Landau in der Pfalz, zm. 27 września 2003 w Paryżu) – francuski lekkoatleta specjalizujący się w biegach sprinterskich, uczestnik igrzysk olimpijskich.
Litaudon reprezentował Francję na Letnich Igrzyskach Olimpijskich 1948 w Londynie. Wystąpił w sztafecie 4 × 100 m wraz z Julienem Lebasem, Alainem Porthaultem i René Valmym. Francuzi nie ukończyli biegu eliminacyjnego.
Był zawodnikiem paryskiego klubu US Métro.
Rekordy życiowe
- 100 m – 10,8 (1947)[2].